# Четыре лица Евы
«Четыре лица Евы» (иер. трад. 4面夏娃, упр. 4面夏娃, кант.-рус.: Си миань ся ва, англ. 4 Faces of Eve) — гонконгская драма 1996 года, состоящая из четырёх новелл. Главные роли в фильме исполнили Сандра Ын, Карен Мок, Ян Лам и Эрик Кот.
Фильм получил две номинации на 16-й Гонконгской кинопремии и три номинации на 33-й кинопремии Золотая лошадь.

## Сюжет
Фильм разделён на четыре части.
Первая часть. «Мао».
Сандра Нг играет роль проститутки в белом парике. Новелла построена в форме диалога между двумя главными героями. Героиня Сандры думает, что заболела. Она выслеживает своего психолога в различных местах (бассейн, берег реки, автомойка), чтобы поговрить с ним.
Вторая часть. «Уносимые ветром».
Эпизод снят на ручную камеру, работающую в режиме реального времени. Сандра Нг играет роль жены Эрика Кота. Её лицо и тело сильно изуродованы. Они живут вместе с детьми и бабушкой. Семья общается преимущественно при помощи мычания и бессмысленных слогов. В первой и заключительной сценах показана толпа людей, которые являются жителями материка, борющимися за то, чтобы сесть на поезд, следующий к границе с Гонконгом. Середина состоит из сцен, в которых герои скрываются в заброшенной школе, а хозяйка ночного клуба Карен Мок попадает в тюрьму и подвергается пыткам со стороны Кота, после чего о ней заботится Нг.
Третья часть. «Близнецы».
Эпизод снят в искаженном, сильно зернистом видео. Повествование снова структурировано таким образом, чтобы быть намеренно двусмысленным. Сандра Нг играет богатых близняшек, одна из которых прикована к постели и находится в коме.
Четвёртая часть. «Любовная игра»
Эпизод о телевизионном игровом шоу, в котором мужья уличаются в супружеской измене, а затем просят своих жен угадать личность любовницы. Нг играет роль участницы шоу, Чингми Яу — любовницы, а Ян Лам — ведущий.

## В ролях
- Сандра Ын
- Карен Мок
- Эрик Кот
- Ян Лам[англ.]
- Чингми Яу
- Чан Фай Хунг[кит.]
- Нэнси Кан Вин Хан[кит.]
- Вайман Вонг[англ.]

## Награды и номинации
| Награды                        | Награды                             | Награды                                      | Награды   |
| Кинопремия                     | Категория                           | Лауреат / претендент                         | Результат |
| ------------------------------ | ----------------------------------- | -------------------------------------------- | --------- |
| 16-я Гонконгская кинопремия    | Лучшая женская роль                 | Сандра Ын                                    | Номинация |
| 16-я Гонконгская кинопремия    | Лучшая работа художника по костюмам | Ман Лим-Чунг                                 | Номинация |
| 33-я кинопремия Золотая лошадь | Лучшая женская роль                 | Сандра Ын                                    | Номинация |
| 33-я кинопремия Золотая лошадь | Лучшая операторская работа          | Кристофер Дойл                               | Номинация |
| 33-я кинопремия Золотая лошадь | Лучшая музыка                       | Там Гвок-Чин, Чан Га-Лок, Марк Луй, Татс Лау | Номинация |